# مهرنجان (ممسنی)
مهرنجان که مرکز بخش جوزار در  شهرستان نورآباد ممسنی از توابع استان فارس است.

## جمعیت
جمعیت روستا طبق سرشماری عمومی نفوس و مسکن مرکز آمار ایران در سال ۱۳۸۵ برابر با ۱۵۴۳ نفر می‌باشد.